# Takashi Sugiura
Pour les articles homonymes, voir Sugiura (homonymie).
Takashi Sugiura (杉浦 貴, Sugiura Takashi)  (né le 31 mai 1970 dans l'arrondissement de Tempaku-ku) est un catcheur japonais connu essentiellement pour son travail à la Pro Wrestling NOAH (NOAH).

## Jeunesse
Takashi Sugiura fait du judo au lycée. Il continue à pratiquer ce sport et échoue à se qualifier pour les Jeux olympiques d'été de 1996. Il arrête sa carrière sportive peu de temps après et travaille comme instructeur en self-défense.

## Carrière

### Pro Wrestling Noah (2000-...)
Sugiura, alors lutteur amateur, rejoint le NOAH dojo en 2000. Il fait ses débuts le 23 décembre 2000 lors de Great Voyage avec Masao Inoue et Takeshi Rikio en perdant contre Kentaro Shiga, Takeshi Morishima et Yoshinobu Kanemaru ; et il devient le premier catcheur à faire ses débuts à la Pro Wrestling NOAH. Il rejoint le clan Dark Agents.
Il fait équipe avec Yoshinobu Kanemaru sous le nom « SugiKane ». Après plusieurs mois, ils battent Naomichi Marufuji & KENTA pour le titre du Championnat poids-lourd junior par équipe de la GHC. Il rejoint ensuite la division poids-lourd et s'attaque à la ceinture du Champion poids-lourd GHC Takeshi Morishima. Sugiura possède la particularité d'être le seul lutteur de la Pro Wrestling Noah avoir été double champion à deux reprises. Au cours des dernières années, il s'est fait un nom par lui-même dans la division des poids lourds et reçoit un match de championnat contre le GHC Heavyweight Champion Takeshi Morishima dans un match très apprécié et il remporte les GHC Tag Team Championship avec Naomichi Marufuji face à D'Lo Brown & Bull Buchanan. 
Lors de Wrestle Kingdom III, il s'attaque au New Japan Ace Shinsuke Nakamura et avec Mitsuharu Misawa ils perdent contre Shinsuke Nakamura et Hirooki Goto. Le 20 juillet, il perd contre Hiroshi Tanahashi dans le premier match « NJPW vs. NOAH » pour le IWGP Heavyweight Championship.
Sugiura participe au G-1 Climax 2009. Le 6 décembre 2009, il bat Gō Shiozaki pour remporter le GHC Heavyweight Championship. Lors de Wrestle Kingdom IV, il conserve son titre contre Hirooki Goto. Le 28 février, il a conservé son titre contre Togi Makabe, puis le 10 juillet contre Yoshihiro Takayama. Le 1er octobre, 2010, Sugiura se rend à Tamaulipas, Mexico et défend avec succès le GHC Heavyweight Championship contre Chessman lors de Heroes Inmortales IV. Lors de Wrestle Kingdom V, lui et Yoshihiro Takayama battent Hirooki Goto et Kazuchika Okada. Le 5 mars 2011, il conserve son titre contre Giant Bernard. Le 15 mai, il bat Claudio Castagnoli à Oberhausen en Allemagne et conserve le GHC Heavyweight Championship pour la quatorzième fois et bat le record pour la plupart des défenses, fixées par Kenta Kobashi. Le 10 juillet, il perd le titre contre Gō Shiozaki qui met fin de son règne de 581 jours.
Le 4 janvier 2012, il retourne à la New Japan lors de Wrestle Kingdom VI, où il perd contre Hirooki Goto. Le 9 décembre 2012, lui et Naomichi Marufuji battent Akitoshi Saito et Gō Shiozaki et remportent les GHC Tag Team Championship pour la deuxième fois. En 2013 à Osaka ils battent No Mercy (Maybach Taniguchi et Yoshihiro Takayama) et conservent leur titre. Lors de Great Voyage 2013 à Yokohama, ils perdent leurs titres contre Chaos (Takashi Iizuka et Toru Yano). Lors de Ark New Chapter, il perd contre KENTA et ne remporte pas le GHC Heavyweight Championship, après le match KENTA lui propose de rejoindre son clan et Sugiura accepte et rejoint donc No Mercy. 

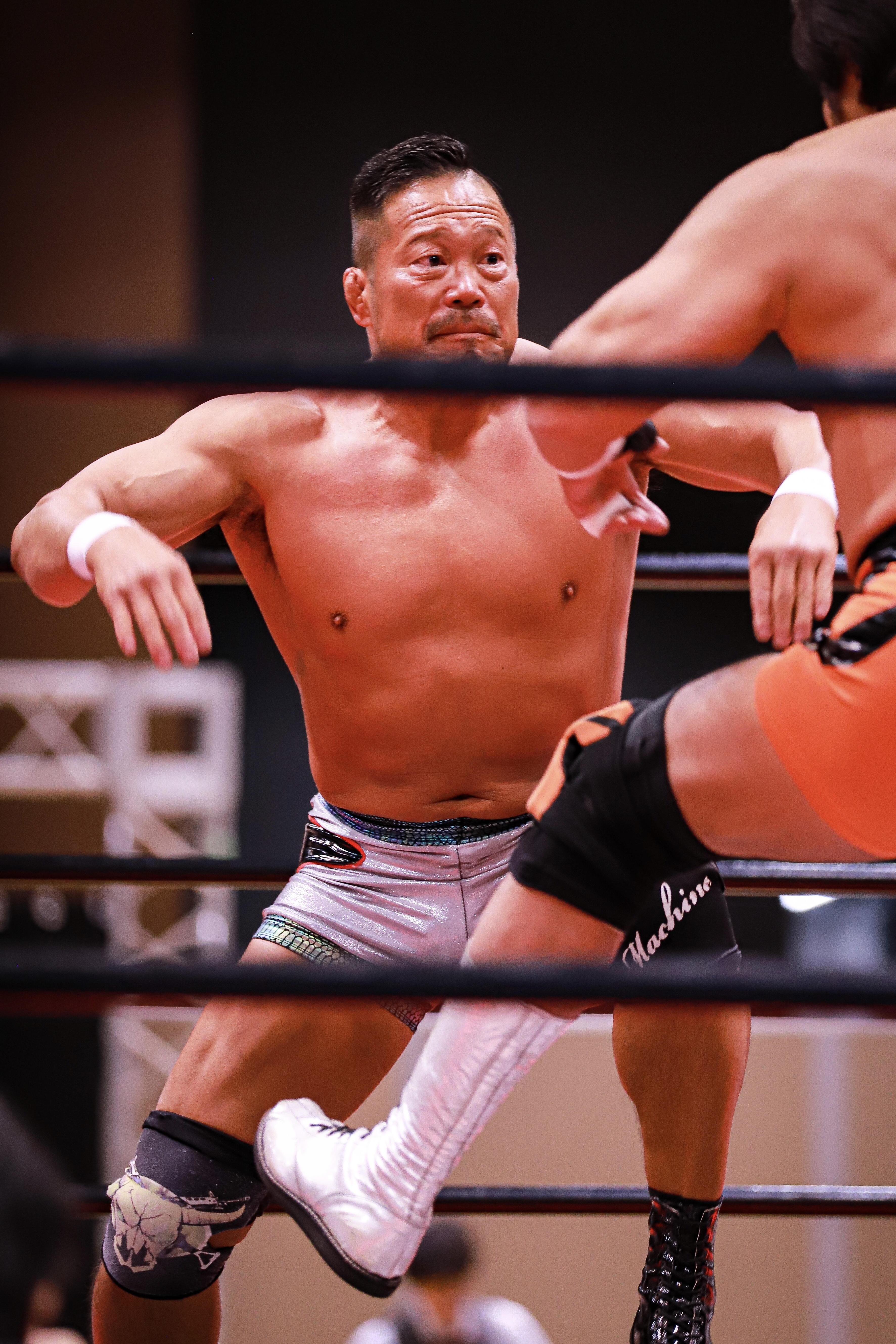
Sugiura à un show de la Pro Wrestling Zero1 en Mai 2023

Le 11 février 2014, à la Pro Wrestling Zero1, il rejoint le groupe Dangan Yankees de Masato Tanaka. Le 27 avril 2014, lui et Masato Tanaka remportent le Global Tag League (2014) en battant Katsuhiko Nakajima et Naomichi Marufuji en finale. Le 6 mai, ils battent KAMIKAZE et Shinjiro Otani et remportent les NWA Intercontinental Tag Team Championship. Le 31 mars, ils battent Maybach Taniguchi et Takeshi Morishima et remportent les GHC Tag Team Championship. Le 10 janvier 2015, ils perdent les titres contre TMDK (Mikey Nicholls et Shane Haste). Ils remportent ensuite le Global Tag League 2015 en battant les GHC Tag Team Champions Killer Elite Squad (Davey Boy Smith, Jr. et Lance Archer) en finale,.
Le 18 juillet, il bat Shelton X Benjamin. Le 19 septembre, il perd contre Minoru Suzuki et ne remporte pas le GHC Heavyweight Championship. 

#### Suzuki-gun (2015-2016)
Le 23 décembre, il trahi la Noah en attaquant Naomichi Marufuji et en rejoignant le groupe Suzuki-gun. Le 31 janvier 2016, il bat Naomichi Marufuji et remporte le GHC Heavyweight Championship pour la deuxième fois. Le 19 mars, il conserve son titre contre Katsuhiko Nakajima. Le 28 mai, il perd le titre contre Gō Shiozaki. Le 30 juillet, il bat Gō Shiozaki et remporte le GHC Heavyweight Championship pour la troisième fois. Le 25 août, il conserve son titre contre Maybach Taniguchi. Le 23 septembre, il conserve le titre contre Masa Kitamiya. Le 23 octobre, il perd le titre contre Katsuhiko Nakajima. Le 2 décembre, il quitte Suzuki-gun en attaquant chacun de ses partenaires et Minoru Suzuki qui avait contesté en vain Katsuhiko Nakajima pour le GHC Heavyweight Championship. Le 3 décembre, il bat Minoru Suzuki.

#### Alliance avec Kenoh (2017-2018)
Le 12 mars 2017, lui et Kenoh battent Muhammad Yone et Masa Kitamiya et remportent les vacants GHC Tag Team Championship,. Le 14 avril, ils perdent les titres contre Naomichi Marufuji et Maybach Taniguchi.
Le 11 mars, il bat Kenoh et remporte le GHC Heavyweight Championship pour la quatrième fois. Le 16 décembre, il perd le titre contre Kaito Kiyomiya.

#### Sugiura-gun (2019-2023)
Du 6 avril au 5 mai, il participe en compagnie de Kazma Sakamoto, au Global Tag League 2019. Ils terminent premier du tournoi, avançant jusqu'en finale, où ils battent les GHC Tag Team Champions, AXIZ (Gō Shiozaki et Katsuhiko Nakajima), pour remporter le tournoi. Le 13 juin, ils battent AXIZ et remportent les GHC Tag Team Championship.
Lors de Noah the Best 2019, il bat Michael Elgin et devient le 1er GHC National Champion. Le 26 novembre, il conserve son titre contre Shuhei Taniguchi. Lors de New Sunrise, il conserve son titre contre Masa Kitamiya,. Le 29 mars 2020, il conserve son titre contre Minoru Tanaka. Le 9 mai, il perd le titre contre Katsuhiko Nakajima.
Le 30 août, lui et Kazushi Sakuraba battent AXIZ et remportent les vacants GHC Tag Team Championship. Le 28 octobre, ils conservent les titres contre KONGOH (Manabu Soya et Masa Kitamiya).
Lors de Great Voyage in Yokohama, ils perdent les titres contre The Aggression (Katsuhiko Nakajima et Masa Kitamiya),.
Lors de The Glory 2021, il bat son coéquipier de Sugiura-gun, Kazuyuki Fujita et remporte le GHC National Championship pour la deuxième fois. Lors de Kawasaki Go!, il conserve son titre contre son ancien coéquipier de Dangan Yankees, Masato Tanaka et remporte également le Zero1 World Heavyweight Championship de ce dernier. Le 28 octobre, il perd le GHC National Championship contre Masaaki Mochizuki.
Lors de Great Voyage In Yokohama 2022, lui et Hideki Suzuki participent à un tournoi pour déterminer les nouveaux GHC Tag Team Champions qu'ils remportent en battant Daiki Inaba et Kaito Kiyomiya en finale.
Le 25 septembre, lui et Satoshi Kojima battent Sugiura-gun (Hideki Suzuki et Timothy Thatcher) et remportent les GHC Tag Team Championship[réf. nécessaire]. Le 4 mai, ils perdent leur titres contre Les Mexicanas (El Hijo de Dr. Wagner Jr. et René Duprée),,.
Lors de Grand Ship 2024 In Yokohama, lui et Naomichi Marufuji battent Good Looking Guys (Jack Morris et Anthony Greene) et remportent les GHC Tag Team Championship pour la troisiéme fois[réf. nécessaire]. Lors de The New Year 2025, ils perdent leur titres contre Team 2000 X (Jack Morris et Omos).[réf. nécessaire]

## Carrière de combattant d'arts martiaux mixtes
| 4 combats      | 1 victoires | 3 défaites |
| Par KO         | 1           | 2          |
| Par soumission | 0           | 0          |
| Sur décision   | 0           | 1          |

| Résultat | Record | Adversaire        | Méthode                                           | Événement              | Date              | Round | Temps | Lieu           | Notes |
| -------- | ------ | ----------------- | ------------------------------------------------- | ---------------------- | ----------------- | ----- | ----- | -------------- | ----- |
| Défaite  | 1-3    | Alexandre Ribeiro | K.O. technique (coups de genou et coups de poing) | Sengoku - Fifth Battle | 28 septembre 2008 | 3     | 4:18  | Tokyo, Japon   |       |
| Défaite  | 1-2    | Ryuta Noji        | K.O.                                              | Pancrase - Blow 3      | 9 avril 2006      | 1     | 3:25  | Tokyo, Japon   |       |
| Victoire | 1-1    | Paulo Cesar Silva | K.O. technique (coups de poing)                   | Pride - Bushido 4      | 19 juillet 2004   | 1     | 2:35  | Aichi, Japon   |       |
| Défaite  | 0-1    | Daniel Gracie     | Décision                                          | Pride 21 - Demolition  | 23 juin 2002      | 3     | 5:00  | Saitama, japon |       |

## Palmarès et accomplissements
- Pro Wrestling NOAH

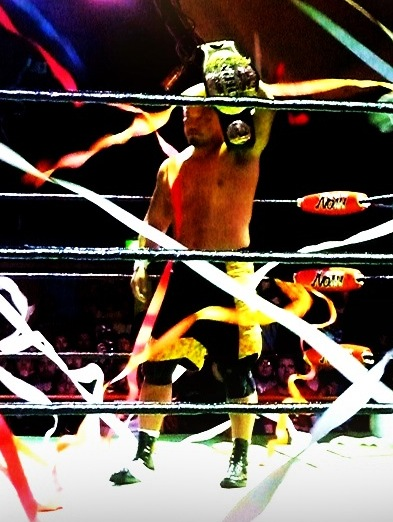
Sugiura est un quatre fois GHC Heavyweight Champion

  - 4 fois GHC Heavyweight Championship
  - 2 fois GHC National Championship
  - 2 fois GHC Junior Heavyweight Championship
  - 2 fois GHC Junior Heavyweight Tag Team Championship avec Yoshinobu Kanemaru
  - 10 fois GHC Tag Team Championship avec Naomichi Marufuji (3), Masato Tanaka (1), Kenoh (1), Kazma Sakamoto (1), Kazushi Sakuraba (1), Hideki Suzuki (1), Satoshi Kojima (1) et Shuhei Taniguchi (1)
  - One Night Junior Heavyweight Six Man Tag Team Tournament (2003) avec Yoshinobu Kanemaru et Makoto Hashi
  - Global League Tournament Outstanding Performance Award (2013)
  - Global Tag League (2014, 2015) avec Masato Tanaka
  - Global Tag League (2019) avec Kazma Sakamoto
  - Global Tag League Technique Award (2013) avec Atsushi Kotoge
  - Global League (2014)

- Pro Wrestling Zero1
  - 1 fois ZERO1 World Heavyweight Championship
  - 1 fois NWA Intercontinental Tag Team Championship avec Masato Tanaka
  - Furinkazan (2014) avec Masato Tanaka

## Récompenses des magazines
- Pro Wrestling Illustrated

| Année | 2006 | 2007 | 2008 à 2009 | 2010 | 2011 | 2012 | 2013 | 2014 | 2015 | 2016 | 2017 | 2018 | 2019 | 2020 | 2021 | 2022 | 2023 |
| ----- | ---- | ---- | ----------- | ---- | ---- | ---- | ---- | ---- | ---- | ---- | ---- | ---- | ---- | ---- | ---- | ---- | ---- |
| Rang  | 97   | 218  | Non classé  | 14   | 5    | 24   | 128  | 165  | 211  | 44   | 136  | 101  | 134  | 62   | 67   | 129  | 208  |

| # | Résultat | Adversaire  | Évènement                              | Date            | Durée | Lieu                                        | Notes                                                        |
| - | -------- | ----------- | -------------------------------------- | --------------- | ----- | ------------------------------------------- | ------------------------------------------------------------ |
| 1 | Défaite  | Gō Shiozaki | NOAH The BEST ~ Final Chronicle 2020 ~ | 6 décembre 2020 | 51:44 | Yoyogi National Stadium Gymnasium #2, Tokyo | Le titre de Champion Poids Lourd GHC de Shiozaki est en jeu. |

## Référence
1. 1 2 3  (en) Takashi Sugiura sur Sherdog
2. 1 2 3  (en) « Takashi Sugiura », sur Cagematch (consulté le 14 janvier 2017).
3. 1 2 3  (en) « Takashi Sugiura » [archive], sur Puroresu Representin', 8 décembre 2009 (consulté le 3 novembre 2019)
4. ↑  (en) « Results New Japan, 7/20/09 », Strong Style Spirit, 20 juillet 2009 (consulté le 21 janvier 2010)
5. ↑  (en) « January 4 New Japan Tokyo Dome report - legends, promotional wars », Wrestling Observer, 4 janvier 2010 (consulté le 4 janvier 2010)
6. ↑  (en) « NOAH Great Voyage 2011 In Tokyo », cagematch.net, 5 mars 2011 (consulté le 14 avril 2017)
7. ↑  (en) « NOAH Genesis in Germany – 15.5. – Results », Westside Xtreme Wrestling (consulté le 16 mai 2011)
8. ↑  (en) « NOAH Great Voyage 2011 In Tokyo Vol. 3 », sur Cagematch (consulté le 16 août 2011)
9. ↑  (ja) « NJPW 40th anniversary Tour. レッスルキングダムⅥ in 東京ドーム », New Japan Pro Wrestling (consulté le 4 janvier 2012)
10. ↑  (ja) « Great Voyage 2012 in Ryogoku vol.2 », Pro Wrestling Noah (consulté le 9 décembre 2012)
11. ↑  (ja) « Great Voyage 2013 in Yokohama », Pro Wrestling Noah (consulté le 10 mars 2013)
12. ↑  (ja) « ja:グローバル・タッグリーグ戦2014 », Pro Wrestling Noah (consulté le 27 avril 2014)
13. ↑  (ja) « 【Zero1】耕平vs鈴木の世界ヘビー戦、大谷＆カミカゼvs田中＆杉浦のICタッグ戦 », Battle News,‎ 6 mai 2014 (consulté le 6 mai 2014)
14. ↑  (ja) « Navig. with Breeze 2014 », Pro Wrestling Noah (consulté le 31 mai 2014)
15. ↑  (ja) « New Year Navig. 2015 », Pro Wrestling Noah (consulté le 10 janvier 2015)
16. ↑  (en) James Caldwell, « Noah news: Global Tag League concludes - K.E.S., Hero & Cabana, Shelton, more », Pro Wrestling Torch, 4 mai 2015 (consulté le 10 mai 2015)
17. ↑  (ja) « 「グローバル・タッグリーグ」決勝でK.E.Sが敗戦！弾丸ヤンキースが2連覇達成!　みのるは丸藤を激しく挑発！【ノア5.4後楽園結果】 », New Japan Pro Wrestling,‎ 5 mai 2015 (consulté le 10 mai 2015)
18. ↑  (ja) « 「俺が"プロレス王"だ！ 杉浦、次はテメーだ！」鈴木が高山を血の海に沈めてV3！ 田中はジュニアリーグ白星スタート！【7.18ノア後楽園結果】 », New Japan Pro Wrestling,‎ 19 juillet 2015 (consulté le 19 juillet 2015)
19. ↑  (ja) « ja:【ノア・大阪】みのるＶ４！杉浦もＧＨＣ奪還失敗　田上社長の“進退問題”に発展も », Tokyo Sports,‎ 20 septembre 2015 (consulté le 22 novembre 2015)
20. ↑  (ja) « 丸藤が鈴木を下し、悲願のGHC王座奪還！ しかし杉浦が衝撃の鈴木軍入り！ KESはタッグ王座死守、タイチはJr.王座陥落！【12.23ノア大田区結果1】 », New Japan Pro Wrestling,‎ 24 décembre 2015 (consulté le 23 décembre 2015)
21. ↑  (ja) « 【試合結果速報致します】「Great Voyage 2016 in Yokohama」1月31日(日)横浜文化体育館大会 », Pro Wrestling Noah,‎ 31 janvier 2016 (consulté le 31 janvier 2016)
22. ↑  (ja) « Great Voyage 2016 in Korakuen », Pro Wrestling Noah (consulté le 19 mars 2016)
23. ↑  (ja) « infoNear inc. presents Great Voyage 2016 in Osaka », Pro Wrestling Noah (consulté le 28 mai 2016)
24. ↑  (ja) « 日テレG+ presents「第10回日テレG+杯争奪ジュニアヘビー級タッグリーグ戦」 », Pro Wrestling Noah (consulté le 30 juillet 2016)
25. ↑  (en) « NOAH results for August 25, 2016 », puroresuspirit.net, 25 août 2016 (consulté le 21 janvier 2017)
26. ↑  (en) « NOAH results for September 23, 2016 », puroresuspirit.net, 23 septembre 2016 (consulté le 25 février 2017)
27. ↑  (ja) « Great Voyage 2016 in Yokohama vol.2 », Pro Wrestling Noah (consulté le 23 octobre 2016)
28. ↑  (ja) « ja:中嶋が鈴木との“最終決戦”制してＧＨＣ初防衛！杉浦は仲間暴行で鈴木軍離脱へ », Daily Sports Online, Kobe Shinbun,‎ 3 décembre 2016 (consulté le 2 décembre 2016)
29. ↑  (ja) « One Night Cruise 2016 in Differ », Pro Wrestling Noah (consulté le 3 décembre 2016)
30. ↑  (en) « NOAH results for March 12, 2017 », puroresuspirit.net, 12 mars 2017 (consulté le 12 mars 2017)
31. ↑  (ja) « Great Voyage 2017 in Yokohama », Pro Wrestling Noah (consulté le 13 mars 2017)
32. ↑  (ja) « GTLへのカウントダウン », Pro Wrestling Noah (consulté le 14 avril 2017)
33. ↑  (en) « 清宮海斗が最年少ＧＨＣ王者「新しい顔はオレだ！」 », headlines.yahoo.co.jp,‎ 16 décembre 2018 (consulté le 16 décembre 2018)
34. ↑  (ja) « 【ノア】杉浦組がＧＨＣタッグ王者を撃破しグローバルタッグリーグ戦初Ｖ », headlines.yahoo.co.jp,‎ 4 mai 2019 (consulté le 4 mai 2019)
35. ↑  (ja) « 【ノア】運命の糸　杉浦が三沢さんの命日にＧＨＣタッグ王座奪取 », headlines.yahoo.co.jp,‎ 14 juin 2019 (consulté le 15 juin 2019)
36. ↑  (ja) « 拳王撃破で清宮がGHCヘビー死守 満員両国、新ベルト腰に「本気で業界1位狙う」 試合後コメント », noah.co.jp,‎ 3 novembre 2019 (consulté le 4 novembre 2019)
37. ↑  (en) « #Worldwide: NOAH (@noah_ghc) “Starting Over 2019: Night 6” *Contains Spoilers* », wordpress.com, 27 novembre 2019 (consulté le 10 avril 2020)
38. ↑  (en) « Andrew’s Ratings & Analysis: NOAH New Sunrise 1.4.2020 », thechairshot.com, 17 janvier 2020 (consulté le 19 avril 2020)
39. ↑  (en) « (NOAH) EVENT RECAP ~ "A NEW SUNRISE, DAY1" (SATURDAY 4TH JANUARY 2020, KORAKUEN HALL) », blogspot.com, 4 janvier 2020 (consulté le 19 avril 2020)
40. ↑  (en) « #Spoilers: NOAH “Pro Wrestling Noah 20th Anniversary NOAH The Chronicle Vol. 2” (@noah_ghc) », wordpress.com, 29 mars 2020 (consulté le 17 avril 2020)
41. ↑  (ja) « 【NOAH】杉浦陥落…中嶋がナショナル王座奪取 “AXIZ"がシングル2大王者でノア中心軸に », news.line.me,‎ 10 mai 2020 (consulté le 11 mai 2020)
42. ↑  (ja) « 【ノア】杉浦、桜庭組がＧＨＣタッグ５４代王者に　王座転落のＡＸＩＺは解散 », news.yahoo.co.jp,‎ 30 août 2020 (consulté le 30 août 2020)
43. ↑  (en) « PRO WRESTLING NOAH PREMIUM PRELUDE 2020 (OCTOBER 28) RESULTS & REVIEW », voicesofwrestling.com, 28 octobre 2020 (consulté le 29 juin 2021)
44. ↑  (ja) « ノア・中嶋＆北宮、流血頭突きで桜庭＆杉浦からＧＨＣタッグ奪回「ふざけたオッサン連中倒した」 », news.yahoo.co.jp,‎ 7 mars 2021 (consulté le 7 mars 2021)
45. ↑  « NOAH Great Voyage 2021 in Yokohama : Katsuhiko Nakajima & Masa Kitamiya deviennent champions par équipes », voxcatch.fr, 7 mars 2021 (consulté le 8 mars 2021)
46. ↑  (en) « PRO-WRESTLING NOAH THE GLORY 2021 (APRIL 29) RESULTS & REVIEW », voicesofwrestling.com, 30 avril 2021 (consulté le 29 juin 2021)
47. ↑  (en) « NOAH: "Kawasaki, Go! 2021" Takashi Sugiura is double monarch », superluchas.com, 20 août 2021 (consulté le 2 décembre 2021)
48. ↑  (ja) « 望月成晃が杉浦貴からGHCナショナル王座を奪取! 「28年プロレスやってきて、今日以上の勝利はない」【週刊プロレス】 », news.yahoo.co.jp,‎ 28 octobre 2021 (consulté le 29 octobre 2021)
49. ↑  (ja) « 杉浦貴、鈴木秀樹がＧＨＣ新タッグ王者…「プロレスの試合はいいな」…３・１３横浜武道館全成績 », news.yahoo.co.jp,‎ 13 mars 2022 (consulté le 14 mars 2022)
50. ↑  (en-US) « Rene Dupree & El Hijo de Dr. Wagner Jr. win GHC tag titles », postwrestling.com, 4 mai 2022 (consulté le 5 mai 2022)
51. ↑  (es) « NOAH: Hijo de Dr Wagner y Rene Dupree nuevos Campeones de Parejas », maslucha.com, 4 mai 2022 (consulté le 5 mai 2022)
52. ↑  (ja) « 5.4後楽園ホール大会 試合後コメント ノア本格参戦開始・小島がいきなり潮崎豪腕葬 GHC獲りへ“全盛期"宣言 », noah.co.jp,‎ 4 mai 2022 (consulté le 5 mai 2022)
53. ↑  (en) « PWI Ratings for Takashi Sugiura », sur Internet Wrestling Data Base (consulté le 13 octobre 2017)
54. ↑  (en) « Star Ratings for Takashi Sugiura », sur Internet Wrestling Data Base (consulté le 13 décembre 2020)
55. ↑  (en) « Shiozaki/Sugiura Nets NOAH’s First 5 Star Rating In 16+ Years », itrwrestling.com, 13 décembre 2020 (consulté le 13 décembre 2020)